# Слід дощу
«Слід дощу» — радянський художній фільм 1991 року, режисерський кінодебют  Володимира Нахабцева-молодшого. Мелодрама повсякденності, що стикається з темою інцесту.

## Сюжет
Після закінчення Московської консерваторії Андрій Бергер назавжди їде з Радянського Союзу, залишивши улюблену жінку Тетяну і близьких йому людей. І ось через багато років Андрій, який став відомим піаністом і диригентом, приїжджає в Москву на гастролі. На свій подив, він немов повертається в часи юності — холостяцька гулянка з кращим другом Пашею, нічні вуличні пригоди, зустріч і непроста розмова з Тетяною… Але головне потрясіння чекає Андрія попереду: він з першого погляду закохується в чарівну молоду жінку на ім'я Лізавета, яка виявляється дочкою Тетяни.

## У ролях
- Юозас Будрайтіс —  Андрій Андрійович Бергер
- Надія Смирнова —  Лізавета
- Леонід Куравльов —  Павло Сергійович
- Катерина Васильєва —  Тетяна
- Євген Герчаков —  іноземець, який супроводжує Бергера
- Олександр Бобровський —  Василь
- Галина Стаханова —  Анна Сергіївна, секретарка Георгія Степановича
- Олена Скороходова —  Наташа, перекладачка
- Валентина Березуцька — епізод
- Левон Оганезов —  бармен
- Ігор Кан —  алкаш
- Анатолій Манке —  Георгій Степанович
- Ольга Богачова —  мати Бергера
- Інна Милорадова —  Наташа
- Олена Самсонова — епізод

## Знімальна група
- Режисер:  Володимир Нахабцев-молодший
- Автори сценарію:  Сергій Бєлошников,  Надія Смирнова
- Оператор:  Володимир Нахабцев
- Художник: Андрій Модников, Олена Чєрємих
- Монтаж: Валерія Бєлова
- Директор картини: Ескендер Аметов